# Firehouse Dog
Firehouse Dog is een familiefilm uit 2007 onder regie van Todd Holland. De film kreeg slechte kritieken. Zo is de gemiddelde becijfering van de film op 's werelds grootste filmsite IMDb een 5,0 op de schaal van 1-10.

## Verhaal
Rexxx is de beroemdste hond uit Hollywood. Echter, wanneer hij op een dag verdwaald raakt, belandt hij bij een brandweerkazerne die op het punt staat failliet te gaan. Samen met de jonge Shane Fahey probeert hij de kazerne uit het slop te trekken.

## Rolverdeling
| Acteur          | Personage      |
| --------------- | -------------- |
| Josh Hutcherson | Shane Fahey    |
| Bruce Greenwood | Connor Fahey   |
| Bill Nunn       | Joe Musto      |
| Mayte Garcia    | Pep Clemente   |
| Steven Culp     | Zachary Hayden |
| Bree Turner     | Liz Knowles    |
| Dash Mihok      | Trey Falcon    |